# Umay Anadolu Kaboğlu
Umay Anadolu Kaboğlu (* 5. August 1994 in Istanbul) ist eine türkische Schauspielerin.

## Leben und Karriere
Umay Anadolu Kaboğlu wuchs in Istanbul auf. Sie studierte an der Marmara-Universität. Ihr Debüt gab sie 2013 in der Fernsehserie Bugünün Saraylısı. Von 2014 bis 2016 war sie in Filinta zu sehen. Unter anderem war sie 2020 in dem Doku Ah Gözel İstanbul zu sehen.
2021 wurde sie für die Serie Kanunsuz Topraklar gecastet. Anschließend spielte Kaboğlu in Baba mit. Im selben Jahr bekam sie eine Rolle in Hayat Bugün.

## Filmografie
Serien
- 2013–2014: Bugünün Saraylısı
- 2014–2016: Filinta
- 2021: Kanunsuz Topraklar
- 2022: Baba
- 2022: Hayat Bugün

Dokumentarfilm
- 2020: Ah Gözel İstanbul